# Geslachtshormonen
Geslachtshormonen zijn de hormonen die afgegeven worden door de gonaden of geslachtsklieren. De bijnieren produceren als bijproduct ook vrouwelijke en mannelijke geslachtshormonen.
- Bij een vrouw produceren de eierstokken (ovaria) vooral oestrogenen en progestagenen waarvan respectievelijk oestradiol en progesteron de belangrijkste zijn.
- Bij een man produceren de teelballen (testes) meer androgenen met als belangrijkste hormoon testosteron.

De verschillende mate waarin deze hormonen geproduceerd worden, leidt ertoe dat de meeste vrouwen menstrueren en borsten hebben en de meeste mannen een lagere stem en meer lichaamsbeharing hebben.
De productie van geslachtshormonen wordt gereguleerd door:
- de hypothalamus
- de hypofyse
- de tegenkoppelingsregeling van hormonen (chemische concentraties in de bloedbaan).

## Ontdekking
In 1902 ontdekten William Bayliss en Ernest Starling dat bepaalde processen niet door het zenuwstelsel werden aangestuurd en vonden daarbij secretine. In 1905 stelde Starling de naam hormoon voor.
In 1929 ontdekten Adolf Butenandt en Edward Doisy met Edgar Allen onafhankelijk van elkaar oestron en in 1935 isoleerden Ernst Laqueur – grootoom van Thomas – en János Freud voor het eerst testosteron. Aanvankelijk werd gedacht dat er twee hormonen waren, voor elk geslacht een.:21 In de jaren 1930 werd echter duidelijk dat de als vrouwelijk geziene hormonen ook bij mannen voorkwamen en andersom. Een grote impact had de brief aan Nature van Bernhard Zondek waarin hij aangaf grote hoeveelheden oestrogeen te hebben aangetroffen bij hengsten en niet bij merries. Niet alleen de Amsterdamse school met Laqueur, János Freud en Samuel de Jongh werd dan ook terughoudend om hormonen naar geslacht te benaderen, ook Vladimir Korenchevsky stelde een andere categorisatie voor.:34